# خليل المزين (مخرج)
خليل المزين هو مخرج فلسطيني وُلد عام 1963 في غزّة وهو خريج المدرسة السينمائية الروسية. انتقل إلى الفيلم الدرامي وحقق نجاحًا مع عرض فيلمه “سارة" سنة 2014. افتُتح "مهرجان الجزيرة للأفلام الوثائقية" بفيلمه القصير "مونولوجات من غزّة" وحصل على جائزة الجزيرة للحريات وحقوق الإنسان.

## السيرة الذاتيّة
ولد خليل المزين في أكتوبر 1963، في مخيم الشابورة في رفح جنوب قطاع غزة لأبوين لاجئين من قرية القبيبة، في لواء اللد جنوب شرق يافا.
التحق المزين بدراسة فن التصوير في القدس، ودرس علم النفس التطوري في جامعة القدس المفتوحة، ثم انسحب من الدراسة للعمل، وفي عام 1992، غادر خليل إلى روسيا لدراسة الإخراج السينمائي في أكاديمية الثقافة في مدينة سانت بيترسبورج، وخلال دراسته أخرج فيلمه الأول «ميلاد لوحة». عاد خليل المزين إلى غزة عام 1998 وعمل في عدّة مؤسسات وبقيت فكرة إنشاء مشروع سينمائي خاص به في رأسه.

## السيرة المهنيّة
- 2007: أخرج خليل المزين برنامج وثائقي بعنوان: 'غزة سديروت'، يتتبع فيه الحياة اليومية لست شخصيات تعيش في قطاع غزة في ظروف الانتفاضة الفلسطينية الثانية. وفي عام 2007، أخرج المزين برنامجًا وثائقيًا 'عابرون على جلد غزة' لقناة الجزيرة، ثم 'رسل الحقيقة'.
- 2009: أخرج «جيفارا غزة» الذي حاز على جائزة أفضل تصوير سينمائي في بيروت.
- 2010: أخرج المزين فيلمه الروائي الثاني «ماشو ماتوك» (حاجة حلوة)؛ منع عرض الفيلم في غزة.
- 2012: حصد المزين جائزة أفضل فيلم لحقوق الإنسان عن فيلم 'مونولوجات غزة' في مهرجان الجزيرة للأفلام الوثائقية.
- 2013: منع فيلم «36 ملم»

### مهرجان السجادة الحمراء
بعد حرب غزّة 2014 بسنة خرجت فكرة «مهرجان السجادة الحمراء» للنور، فُردت سجادة حمراء فوق ركام حي الشجاعية الذي دمر في الحرب، وكان هذا الموسم الأول لمهرجان السجادة الحمراء في فلسطين وعرضت الأفلام في العراء. وُضعت سجادة طولها 120 مترا في شارع على جانبيه ركام، قصّ الشريط، المصنوع من القماش الممزق الموجود في الركام، رجل استشهد اخوته الأحد عشر. وُضعت شاشة ضخمة جدا وكان هناك 2000 مقعد للحضور، لكن وصل عددهم إلى 12000 شخص. أرادوا إقامة المهرجان، في السنة التي تلتها، في المينا لكن قوبلوا بالرفض ومنعت فعاليات المهرجان من الشارع. سُمح لهم بالعمل فقط في قاعة مركز رشاد الشوا الثقافي التي لم تتسع إلا لـ1500 مقعد وكان هناك تحفظ على أفلام كثيرة.